# Лецурцуме
Лецурцуме (груз. ლეწურწუმე) — село в Грузії.
За даними перепису населення 2014 року в селі проживає 801 особа.